# Pherotesia alterata
Pherotesia alterata là một loài bướm đêm trong họ Geometridae.